# Шоу Брака
«Шоу Брака» (англ. The Brak Show) — американский телевизионный мультсериал.

## Описание
Телесериал представляет собой 15-минутные эпизоды из жизни подростка Брака («космического кота», бывшего суперзлодея из «Космического Призрака») и его приятеля Зорака (гигантского богомола, также бывшего суперзлодея). Брак живёт с матерью (также «космической кошкой») и отцом («обычный» человек, но в несколько раз меньше других людей).
Сериал содержит элементы фантасмагории и жестокости, свойственные другим мультфильмам Adult Swim.

## Персонажи мультфильма
Брак — главный герой сериала. Обычный подросток с мягким характером, совершенно не соответствующим своему прототипу из «Космического Призрака». Учится в школе. Внешне напоминает кота-переростка в маске. Любит петь и танцевать, сочиняет песни (в которых в большинстве случаев нет рифмы). Писатели использовали широкий спектр музыкальных стилей, которых поет Брак. Он поет джаз, кантри, рэп, рок-н-ролл. Считает Зорака своим лучшим другом, хотя сам Зорак относится к нему с открытым презрением.
Зорак — гигантский богомол, социопат и садист. Часто общается с Браком, но обычно только для того, чтоб заставить Брака сделать что-нибудь для своей же пользы. Зорак считает себя «выше» Брака и его семьи, постоянно критикуя и оскорбляя их. Зорак также любит поиздеваться над Кларенсом.
Папа — отец Брака. Женат на Маме, имеет двух сыновей — Брака и Систо. Мексиканский иммигрант. Говорит с кубинским акцентом. Безработный с 1984 года, он большую часть своего времени проводит сидя за кухонным столом и читая газету. Если стул, на котором он сидит, сдвинули хоть на долю миллиметра, он сразу это замечает и начинает ругаться. Часто любит рассказывать бессмысленные истории, которые не имеют никакого отношения к ситуации и обычно имеет нелогичное заключение. Он любит свою семью но несмотря на это часто проявляет эгоизм по отношению к ним(и не только), например в одной из интернет серий Мама решает уйти от мужа для того, чтобы тот признал, что она ему нужна, тот отвечает, что наконец-то «отдохнет» от неё.
Мама — мать Брака, стереотипная домохозяйка. Любит Брака и старается воспитывать его, негативно относится к Зораку и нейтрально к мужу. Является существом того же вида что и Брак. Характером напоминает домохозяек 50-х годов из комедийных шоу. Все же несмотря на то, что она нейтрально относится к Папе она любит его.
Громовержец — сосед Брака, большой робот-убийца. Ухаживает за своим газоном. Все проблемы предпочитает решать с помощью оружия. Говорит громким монотонным голосом. Внешний вид Громовержца отсылает к Gundam и другим подобным аниме-сериалам.
Кларенс — школьный товарищ Брака, фиолетовый пришелец. Появляется ближе к концу серий. Часто получает тяжкие увечья от Зорака.
Систо — младший брат Брака. В оригинальном сериале 1960-х годов был помощником Брака, но здесь он не имеет ни главную роль, ни второстепенную, а выступает всего лишь, как фоновый персонаж. За всё шоу не произнес ни одного звука, кроме пускания газа. Часто появляется, как куда-то идущий. Ближе к концу шоу, умирает от рук инопланетянина.

## Премьерный показ в разных странах
- Великобритания — 19 октября 2002[2]
- Россия — 14 апреля 2007 года[3]